# Джордж Бак
Джордж Бак (англ. George Back, 6 листопада 1796, Стокпорт — 23 червня 1878, Лондон) — англійський морський офіцер, мандрівник, дослідник канадської Арктики, натураліст і художник.

## Біографія
Джордж Бак, другий син Джона та Ганни Бак, народився 6 листопада 1796 року в місті Стокпорт (графство Чешир, Англія). Дитячі роки Джорджа припали на період Наполеонівських воєн, а блискучі перемоги Британського флоту викликали у хлопчика бажання і самому стати моряком. Візит до Ліверпуля зміцнив його у цих планах, тому батько взяв його з собою в Лондон і, за допомогою родича, він вступив добровольцем на HMS Arethusa 15 вересня 1808 року. Незабаром Arethusa почала бойові дії від Шербура до північного узбережжя Іспанії. У квітні 1809 року, коли Джордж Бак служив біля Сан-Себастьяна на одному з катерів, що шукали призи, його захопили французи. П'ять років, аж до травня 1814 року, Джордж провів у полоні.
Звільнившись з полону, 4 липня 1814 року Джордж Бак став гардемарином на кораблі «Акбар», що базувався в Галіфаксі, Нова Шотландія. Після повернення «Акбара» в Портсмут в грудні 1816 року, 5 березня 1817 року Бак був призначений гардемарином на «Бальварк». Цей корабель стояв в Чатемі, де Джордж Бак, за його власними словами, проводив час «малюючи, читаючи і навчаючись». Через рік він добровольцем пішов в арктичну експедицію під командуванням Девіда Буча, котрому було доручено на двох кораблях («Трент» і «Доротея») пройти під вітрилами через Північний Льодовитий океан від Шпіцбергена до Берингової протоки. Бак був призначений гардемарином на бриг «Трент». Кораблі залишили Темзу 25 квітня 1818 року і повернулися 22 жовтня, пройшовши шлях, повний небезпек, в льодах біля архіпелагу Шпіцберген, не здобули великих успіхів, але зайшли на північ до рекордної широти 82° 34'. Великим плюсом для Джорджа Бака було те, що він зав'язав знайомство із старшим помічником «Трента» Джоном Франкліном, який помітив його здібності художника.
Супроводжуючи Франкліна і Річардсона в їх експедиціях до берегів Північної Америки, Бак проявив себе безстрашним моряком; у 1821 році отримав звання лейтенанта, у 1825 році — в командора.
У 1833 році Джордж Бак запропонував англійському уряду свої послуги для розшуку капітана Джона Росса, який вважався загиблим. 17 лютого наступного року він залишив Лондон і 28 червня з Норвейгоуза, факторії Компанії Гудзонової затоки, вирушив на північ. Після зимування зі своїми супутниками серед страшних поневірянь на березі Великого Невільничого озера, Бак у 1834 році відкрив величезну Рибну річку (згодом названу його ім'ям). Отримавши звістку, що капітан Росс повернувся, Бак продовжив експедицію і досліджував річку до місця впадання у Північний Льодовитий океан, після цього ще раз перезимував на Великому Невільничому озері і лише навесні вирушив у зворотний шлях.
Після повернення до Англії Бака послали у нову полярну експедицію, яка зовсім не вдалася, причому він ледь не загинув, перебуваючи разом з супутниками на затертому льодами кораблі з вересня 1836 до липня 1837 року. Його твори містять звіти про подорожі: «Narrative of the Arctic land expedition to the mouth of the Great Fish or Back River, and along the shores of the Arctic Ocean» (Лондон, 1836) і «Narrative of the expedition in HMS Terror» (Лондон, 1838).
Королівське географічне товариство в Лондоні і географічне товариство Франції нагородили Джорджа Бака золотими медалями, а також отримав титул лицаря-бакалавра. Бак в 1857 році отримав чин контр-адмірала, в 1863 році — віце-адмірала, в 1867 році — адмірала. Помер 23 червня 1878 в Лондоні.

## Малюнки Джорджа Бака

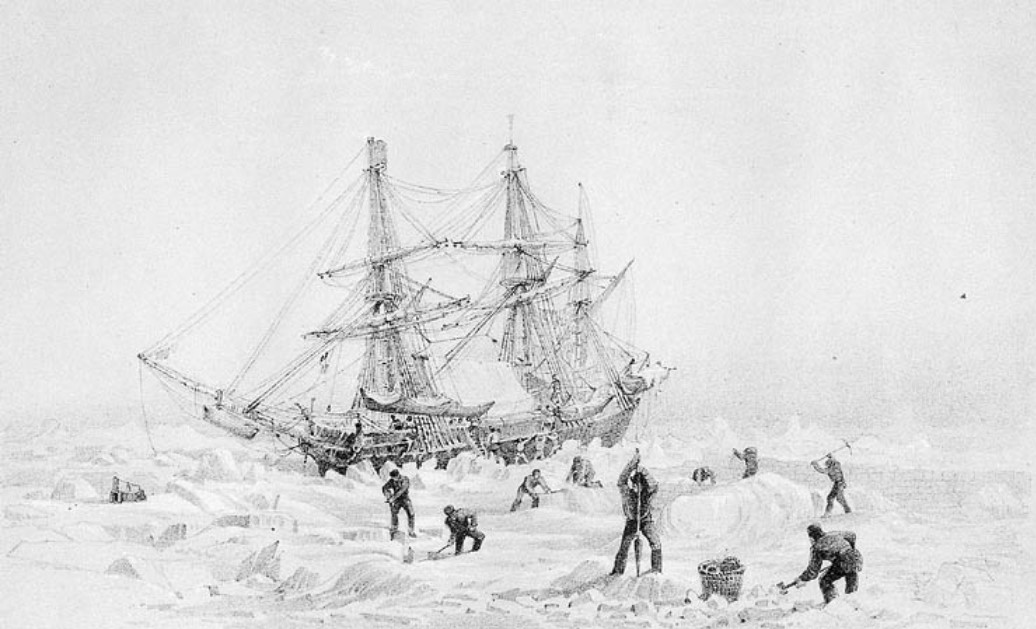
Корабель «Террор» (1813)
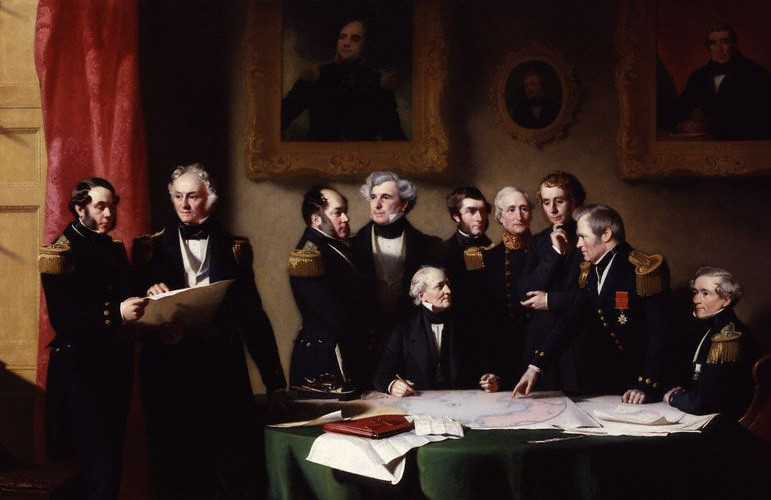
Арктична рада планує пошуки
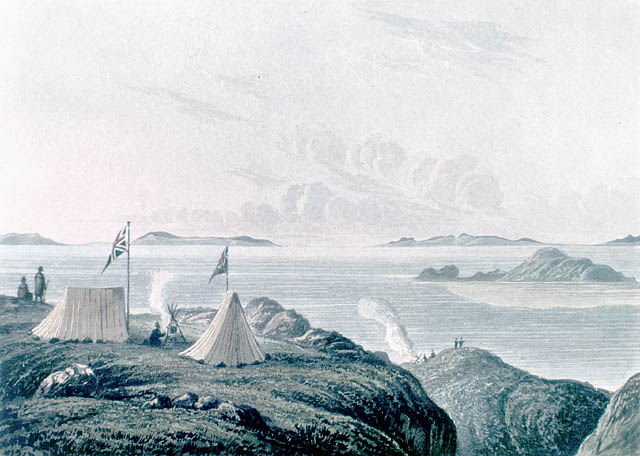
Гирло річки Коппермайн (1821)
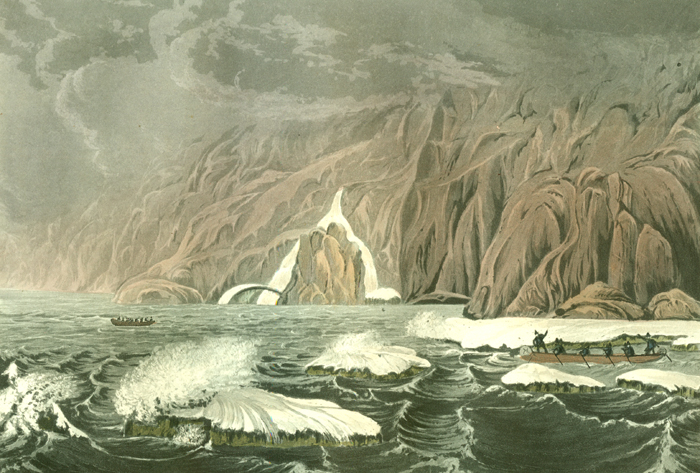
Експедиція до мису Барроу (1821)
Форт Ентерпрайз
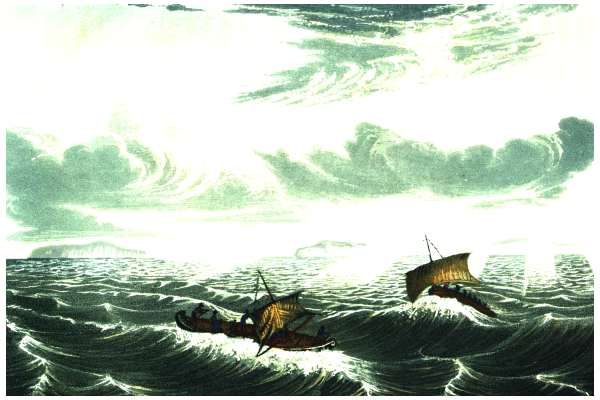
Каное Франкліна під час шторму (1823)
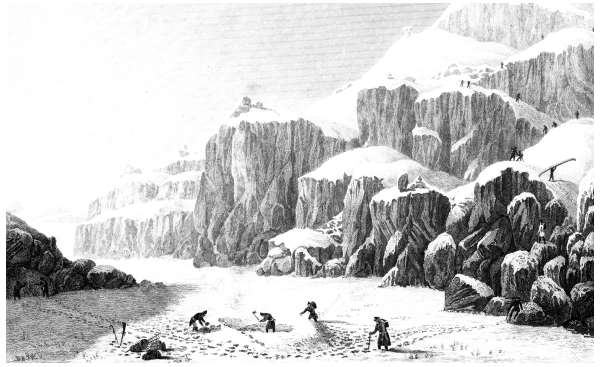
Обладнання табірної стоянки в Пустинних землях
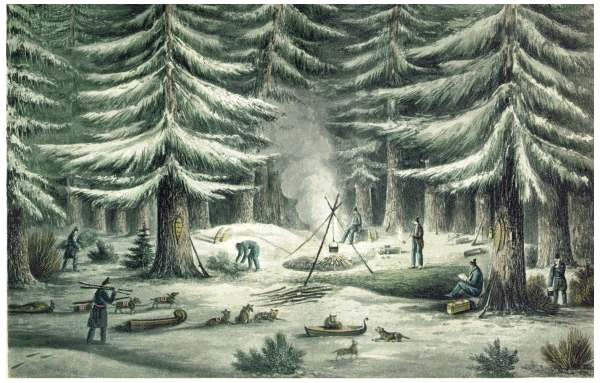
Зимове місце відпочинку